# 石川栄耀
- 石川栄耀
- 石川榮耀

石川 栄耀（いしかわ ひであき、1893年9月7日 - 1955年9月25日）は日本の都市計画家。
都市における盛り場研究の第一人者で新宿歌舞伎町の生みの親および命名者。戦前期から戦後にかけて、都市計画分野最大のイデオローグであり、日本の都市計画発展に貢献した。
早くから地方計画・地域計画の重要性を認識し、「生活圏」の考え方を提唱、これを国土計画へ拡大する地方計画の考え方の基礎としていた。
長男の石川允も都市計画家として活動した。

## 来歴
1893年9月、山形県東村山郡尾花沢村（現尾花沢市）に根岸家の次男として生まれる。父は日本鉄道の職員。兄は根岸川柳名人根岸栄隆。6歳で母親の実家である石川家の養子になる。養父の勤務地の埼玉県大宮町（現・さいたま市）にある小学校を卒業し、旧制埼玉県立浦和中学校（現在の埼玉県立浦和高等学校)に進学するが、親の転勤に伴い、二年次に旧制岩手県立盛岡中学校（現・岩手県立盛岡第一高等学校）に転校し、その後第二高等学校 (旧制) に進学。大学入学まで東北の地で過ごす。またこの時期『趣味の地理 欧羅巴』（小田内道敏著）を愛読。都市活動に興味を持つ。その後父親は会社を退職し、東京目白に家を新築し一家は東京に引越しになる。1915年東京帝国大学工科大学土木工学科に入学。大学時代は夏目漱石などを愛読。そのほか寄席に足繁く通う。
1918年、東京帝国大学工科大学土木工学科を卒業する。卒業後米国貿易会社建築部、横河橋梁製作所深川を経て、青木楠男の引き合いで1920年に内務省都市計画地方委員会技師に採用され、名古屋地方委員会に勤務する。
名古屋市の都市計画草創期にあって、都市計画原案の作成に携わり、都市計画実現の手法として土地区画整理事業の導入・発達のため尽くし、名古屋都市計画の基礎を築いた。
1921年、大連、北京、漢口に出張。1923年から1924年にはヨーロッパを視察した。
1924年にオランダ・アムステルダムで開催された国際会議に出席。滞在中にレイモンド・アンウィンの知遇を得る。1925年から長野県上田市都市計画を手がけるが、将来像に際し地元商工会との見解で相違があり、変更を余儀なくされる。これをきっかけに後に兄と商業都市美研究会という会を設立し、商店街の研究を開始しはじめる。
また愛知では1925年に知多で行われた「文化住宅展覧会」を契機に、愛知電気鉄道（現・名古屋鉄道）鳴海駅北東側の斜面において住宅地開発に関する動きが本格化し、ここで当時の社長藍川清成は阪神電気鉄道の阪神甲子園球場を視察し、間知石積みの「伊吹スタンド」に3万人の観客を収容する野球場（鳴海球場）を住宅地開発の中心に据えた住宅地の設計を都市計画愛知地方委員会技師であった石川に依頼する。上下水道が完備されたこの住宅地に社内嘱託技師篠田進によって設計された住宅が建てられ、野球場へ至る目抜き通りの両側には商店が建ち並べられた。なるみ荘と呼ばれたこの住宅地内の高台には、中央に給水施設を雅す場に「歌公園」と名付けられた8000坪の遊園地が設けられた。遊園地には 「イチゴ園やダリヤ園」 が造成され、野球場の東に県下17人の盆栽業者による「盆栽村」が設けられていた。
1933年、都市計画東京地方委員会に転じる。また1934年に京城、1936年にも朝鮮と満州へ視察出張する。このころ満州国政府の都邑課長推薦を辞退し日本に残る。その間の1935年には広島都市美協会を設立し顧問に就任。1938年（昭和13年）、46歳の時、陸軍省の委嘱により上海に出張し、その都市計画の策定に従事する。
1941年（昭和16年）『日本国土計画論』『防空日本の構成』『都市計画および国土計画』などを刊行した。太平洋戦争開始直後の1942年、興亜院嘱託として内務省が華北政府から委託を受けた上海都市計画立案作業を中心として取り組むことになるほか、東京帝国大学と早稲田大学で非常勤講師を務めた。
1943年（昭和18年）51歳の時、東京都発足により東京都技監付を経て、東京都道路課長。翌年、都市計画課長を兼務する。この年に防空上、大都市を適正規模に解体して疎開させ、大都市圏の外に新都市建設する計画を『皇国都市の建設 －大都市疎散問題』で提起した。
1945年（昭和20年）53歳で敗戦を迎え、戦後は東京の戦災復興計画を担当。同時に、新宿角筈一丁目に復興協力会を結成した鈴木喜兵衛から被災住宅地を繁華街にする計画案をもちこまれ、本格的に取り組む（プラン等は建築科に通う息子の允に描かせていた）。歌舞伎座移転を視野に入れた地区計画をはじめ、地名も「歌舞伎町」という名を提案し1946年に歌舞伎町を誕生させた。同年、東京都内の土地区画整理事業区域を計画決定し、復興計画概要案を立案。また都市文化協会を設立した。1947年、東京都屋外広告研究会を設立する。
1948年、建設局長となり、1951年に退職し、初代の東京都参与となる。1949年、東京大学より工学博士の学位を授与される。学位論文の題は「東京復興都市計画設計及解説」。1951年、再び青木楠男の引き合いにより早稲田大学理工学部教授に就任した。また同大学の落語研究会顧問を務める。同年の日本都市計画学会発足に際しては首唱者の一人となり、副会長に就任した。
1952年には復興区画整理第一地区に指定していた麻布十番地区の土地区画整理がまとまり、商店街広場が生み出された（麻布十番広場）。またロマン派都市計画家の石川は首都高速道路計画にもかかわり、ビルの屋上に首都高を通すというアイデアを生み出す。有楽町数寄屋橋付近に、1957年戦災の瓦礫で外堀を埋め立て数寄屋橋を撤去した跡地に建設したショッピングセンターの屋上にできた高速道路は「首都高速道路」ではなく、東京高速道路株式会社の東京高速道路、通称、K.K線という区間距離1キロ程度の無料高速道路で、首都高速とは別道路。この区間だけ維持管理は高架下のテナント賃料でまかなわれ料金は無料となっている。
1955年9月、北陸方面の講演旅行から帰京後、頭痛や胸苦しさを訴えて次男の勤務する東京大学医学部附属病院に入院、3日目となる9月25日に急性黄色肝臓萎縮症により死去。入院から短期間での死去で、遺言も残さなかったという。
没後その業績を偲び、日本都市計画学会に「石川賞」が設けられた。また、生前の資料を財団法人都市計画協会が譲り受け、遺族からの寄付基金をもとに、「石川文庫」が設けられている。

## 家族
妻の清子は山川二葉と梶原平馬の長男・景清の長女。子に二男四女（允、中、恭子、倫子、圭子、玲子）

## 人物
高山英華は石川を「地域の人達と一緒になってまちづくりをする人で法令条文重視でなく生活優先の人」「さかり場の好きなロマンチスト」と評し、徳川義親は「世話好きのまちのおじさん」と書き残している。のちに都市文化活動として自身が関わる目白文化協会の活動を開始。学生時代、自宅の自分の部屋を「阿伎山房」と名づけていたほか、後には徳川夢声を会長にゆうもあ・くらぶを結成している。一方で自宅のある目白在住の文化人らをあつめ、徳川義親を会長に目白文化協会を設立した。協会では毎月「文化寄席」という名の寄席を主催した。
若い頃から油絵やギター演奏、スポーツなど多趣味であったが、成功したのは落語だけと息子から言われている。落語のほうは、末広亭の演芸が終わった後、柳家小さんや馬琴がわざわざ目白の自宅までやってきて、今日の寄席の感想を求められたという。
青年時代、一時竹久夢二や北原白秋の詩を愛していた石川は情緒的な可憐な詩を作ってもおり、また時々俳句なども作るが、俳句よりそうした詩の方がはるかに上手かったという。墓地には自作の詩をきざんだ石が埋められた。

## その他の業績
- 照明学会照明知識普及委員会委員
- 新宿西口広場事業および照明計画
- 名古屋市都市計画、中川運河、河馬の像（名古屋市東山動物園）[3]、土地区画整理事業ほか、名古屋駅駅前広場計画、豊橋市、岡崎市、一宮市、瀬戸市都市計画担当
- 那覇市都市計画の考察報告[13]
- 北九州五市合併構想
- 岡山県倉敷市広域計画
- 東京都内全域にわたる細街路街路網都市計画決定
- 東京緑地計画における保健道路の設定
- 紀元2600年記念宮城外延整備事業と地下道計画
- 湯立坂（東京都文京区）[3]
- 早大通り（東京都新宿区）[3]
- 東京都臨時露店対策本部・本部長[14]（東京の闇市整理） - これにより、渋谷地下街（しぶちか）・上野西郷会館・三原橋地下街他が誕生した[3]
- 池袋駅東口地下街（東京都豊島区）[3]
- 中野北口美観商店街アーケード[3]
- 首都圏整備法制定・首都圏整備計画/首都圏整備委員会

## 著書
- 『都市動態の研究 愛知県五市を資料として』郷土教育聯盟〈郷土科学パンフレット 第三輯〉、1932年6月。NDLJP:1118671。
- 『都市計画要項』三重高農農業土木学会〈三重高農農業土木学会刊行叢書 第1〉、1935年3月。NDLJP:1146675。
- 『鮮満都市風景』都市研究会、1936年11月。
- 『防空日本の構成』天元社、1941年4月。
- 『日本国土計画論』八元社、1941年5月。NDLJP:1058773。
  - 『日本国土計画論』（改訂増補）八元社、1942年3月。NDLJP:1058774。
- 『都市計画及国土計画 その構想と技術』工業図書〈日本工学全書〉、1941年10月。
  - 『都市計画及び国土計画』（新訂版）産業図書、1954年5月。
- 『戦争と都市』日本電報通信社出版部〈国防科学新書 1〉、1942年6月。NDLJP:1058754。
- 『国土計画 生活圈の設計』河出書房〈科学新書 38〉、1942年8月。NDLJP:1058769。
- 『国土計画の実際化』誠文堂新光社、1942年11月。NDLJP:1058770。
- 『都市の生態』春秋社松柏館〈春秋社教養叢書〉、1943年3月。NDLJP:1058756。
- 『国土計画と土木技術』常磐書房、1943年6月。NDLJP:1058771。
- 『皇国都市の建設 大都市疎散問題』常磐書房、1944年3月。NDLJP:1058752。
- 『国防と都市計画』山海堂出版部〈国民科学新書〉、1944年7月。NDLJP:1058753。
- 『新首都建設の構想』戦災復興本部〈建設叢書〉、1946年4月。
- 『都市復興の原理と実際』光文社、1946年10月。
- 『私達の都市計画の話』兼六館、1948年1月。
- 『都市計画と国土計画』三省堂出版、1949年3月。NDLJP:1168177。
- 『都市美と広告』日本電報通信社〈電通広告選書〉、1951年。
- 『都市』岩崎書店〈社会科全書〉、1953年5月。
- 余談亭らくがき刊行委員会編 編『余談亭らくがき』都市美技術家協会、1956年10月。
- 石川栄耀博士生誕百年記念事業実行委員会編纂 編『石川栄耀都市計画論集』日本都市計画学会、1993年9月。